# Гарвиц, Даниель
Даниель Гарвиц (Харрвиц) (нем. Daniel Harrwitz; 22 февраля 1821, Бреслау — 2 января 1884, Больцано) — немецкий шахматист; один из сильнейших в Европе в середине XIX века. Шахматный литератор, автор учебника шахматной игры (1862).
Большую часть своей жизни прожил в Лондоне и Париже. В 1846—1860 сыграл 16 матчей; первый из них проиграл Г. Стаунтону (1846; +9 −12 =1); в большинстве партий Стаунтон давал Гарвицу фору (пешку f7 и 1—2 хода вперёд). В 1846 выиграл матчи у Дж. Уокера — 5 : 3, Э. Уильямса — 3 : 2 и Дж. Медли — 11 : 7. В Бреслау сыграл вничью с А. Андерсеном — 5 : 5 (1848).
В 1848—1953 Гарвиц победил К. Майета (1848; +5 −2 =2), Б. Горвица (1849; +7 −6 =2), Уильямса (1852; +7 −0 =3; 1853; +7 −2 =3), Й. Сена (1853; +3 −1 =1), И. Лёвенталя (1853; +11 −10 =10). В 1853—1854 издавал в Лондоне журнале «British Chess Review». Проиграл небольшой матч Андерсену (1858): +1 −3 =3. В матче с П. Морфи (1858) Гарвицу удалось выиграть так называемую предварительную партию, а затем 2 матчевые. Общий счёт матча был, однако, в пользу Морфи (+5 −2 =1); лучшего результата против Морфи не добился ни один шахматист мира.
Игра Гарвица была высоко оценена современниками: «он, бесспорно, принадлежит к числу величайших шахматистов нашего времени. Замечательная оригинальность, чрезвычайная тонкость соображений и быстрота — составляют отличительные черты его таланта» («Шахматный листок» 1858).
Получив наследство после смерти отца поселился в Боцене, где и умер 2 января 1884 года; похоронен на местном еврейском кладбище.

## Книги
- Lehrbuch des Schachspiels, В., 1862;
- Ein deutscher Vorkampfer des Schachs im Ausland, в кн.: Bachmann L., Aus vergangenen Zeiten, Bd 2, В., [1922].